# Höhere Bundeslehranstalt und Bundesamt für Wein- und Obstbau
Die Höhere Bundeslehranstalt und Bundesamt für Wein- und Obstbau Klosterneuburg (Alma mater Babonensis, kurz auch LFZ Klosterneuburg) ist das österreichische Lehr- und Forschungszentrum für Wein- und Obstbau in Klosterneuburg in Niederösterreich. Sie ist dem Bundesministerium für Landwirtschaft, Regionen und Tourismus direkt unterstellt.

## Agenden
Ziel der einzigen österreichischen Bundeslehranstalt auf diesem Gebiet ist es, eine umfassende Ausbildung in den Bereichen Weinbau und Kellerwirtschaft, dem Obstbau und der Obstverarbeitung zu bieten. Im angeschlossenen Bundesamt mit seinem Forschungszentrum werden Forschungsprojekte und Versuche mit engem Praxisbezug ausgeführt. Des Weiteren werden Gutachten und Prüfzeugnisse erstellt sowie Beratungsleistungen erbracht und Weiterbildungskurse angeboten.
Im Jahr 2006 umfasste die Anstalt ca. 150 Mitarbeiter in allen Aufgabenbereichen. Pro Jahrgang wird an der Lehranstalt jeweils eine Klasse mit 25 bis 35 Schülern geführt.
Zu den vielen Errungenschaften, die aus der Anstalt stammen, gehören ein schwefelfreier Wein, erste Deckweine aus österreichischen Rebsorten, ein erster entalkoholisierter Wein, Qualitätsweinbrände aus österreichischen Trauben, neue Technologien bei der Rotweinherstellung und die Entwicklung der Klosterneuburger Mostwaage.
Auf dem Gebiet der Rebzüchtung wurden folgende Qualitätsrebsorten entwickelt: Blauburger, Goldburger, Jubiläumsrebe, Zweigelt, Roesler und Rathay. Die letzten drei Rebsorten wurden nach ehemaligen Direktoren benannt. Die ebenfalls nach einem Direktor benannte Rebsorte Seifert wurde inzwischen wegen der hohen Fäulnisanfälligkeit wieder zurückgezogen. Weißburgunder, Traminer, Welschriesling und Riesling erfuhren durch Selektion aus den Beständen alter Reben eine wesentliche Verbesserung.
Aus dem Fachbereich Obstbau ist die Züchtung der wichtigsten Holundersorte „Haschberg“ hervorzuheben.
Durch DNA-Analysen trägt die Institution zur Erforschung der Abstammungen der Rebsorten bei. Wichtige Erfolge sind die Bestimmung der Vatersorte des Müller-Thurgau, sowie der Eltern des Grünen Veltliners und der Nachweis der Bedeutung der sogenannten Fränkischen und Heunischen Rebsortenfamilien für viele der in Europa weit verbreiteten Rebsorten.
Die bekanntesten ehemaligen Schüler der Anstalt sind der Weingutsbesitzer und Erfinder der als Hochkultur bezeichneten Erziehungsform Laurenz (Lenz) Moser III und der Weinbaufachmann Franz Kober.

## Geschichte

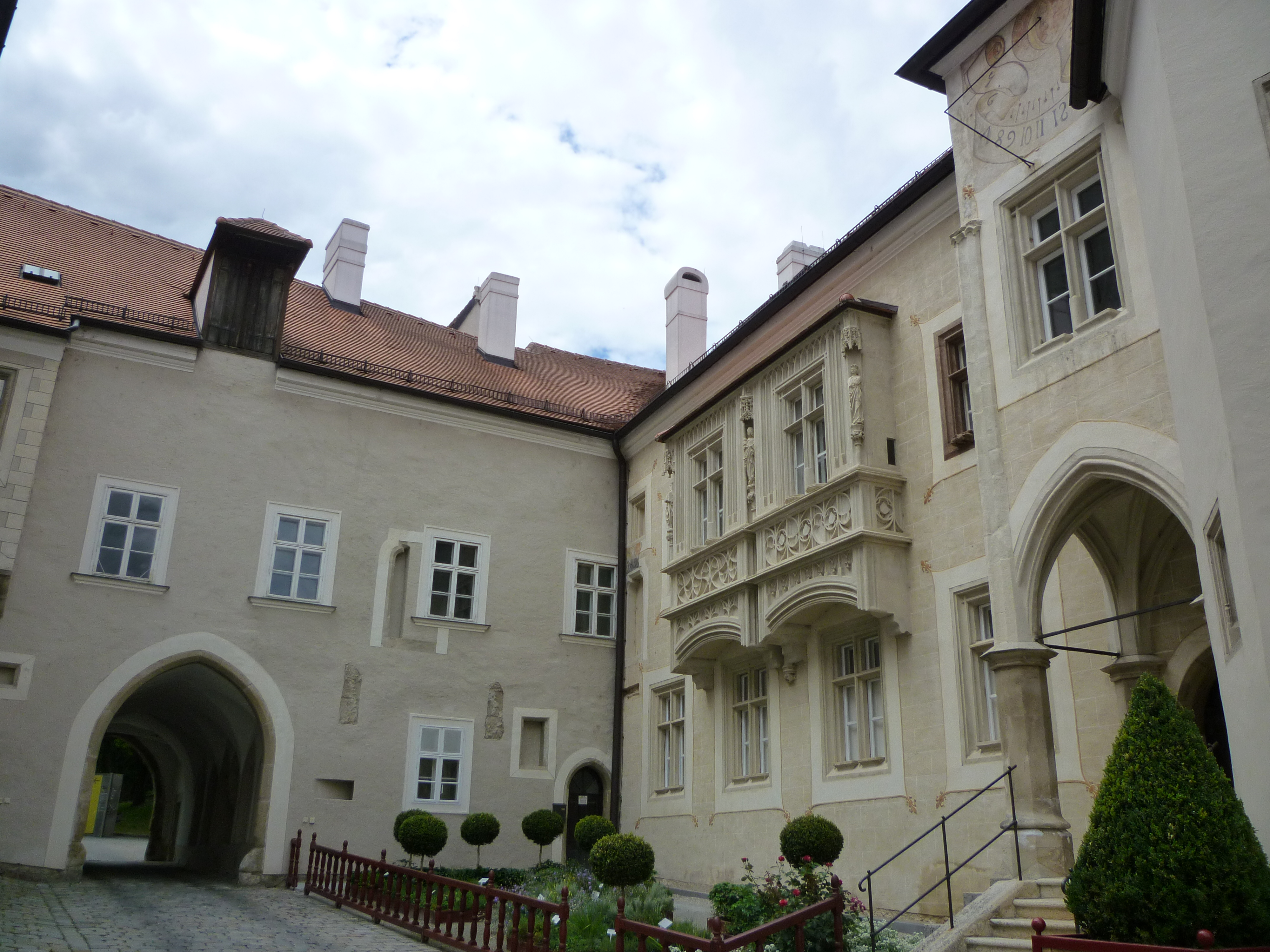
Ehem. Markgrafenburg Leopolds III. mit spätgotischen Erker. 1860 wurde hier die Obst- und Weinbauschule eingerichtet, aus der sich schließlich die Klosterneuburger Weinbauschule entwickelte.

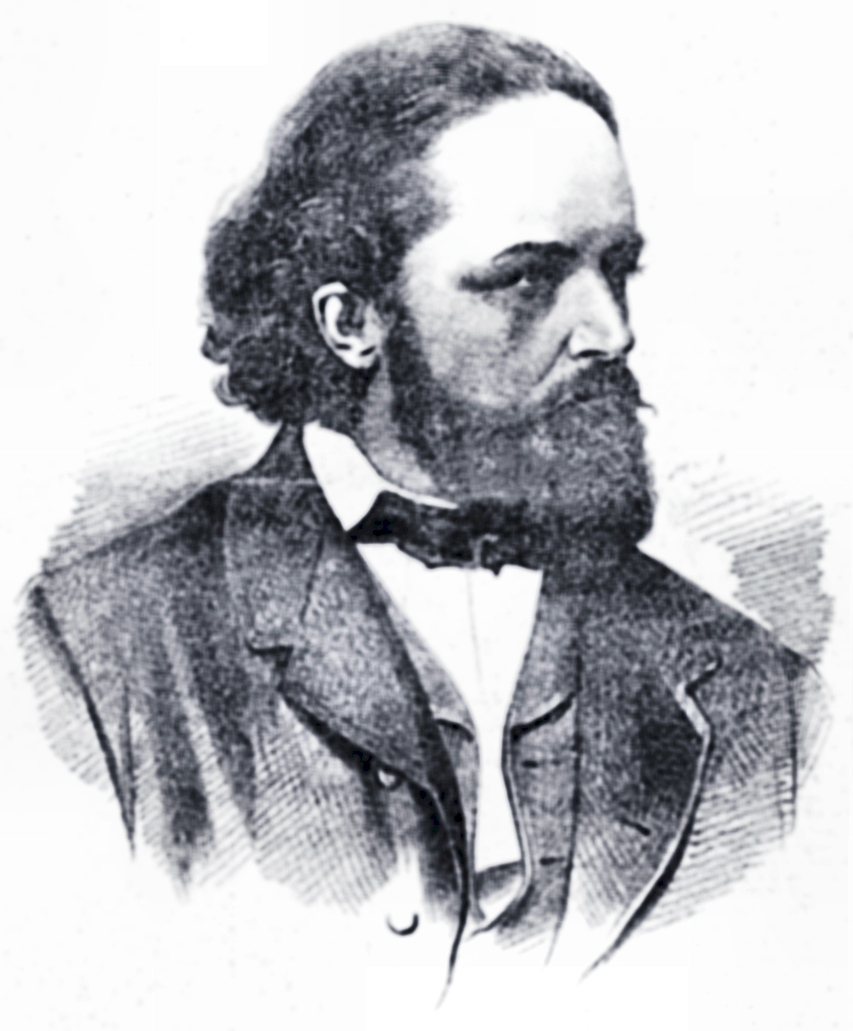
August Wilhelm Freiherr von Babo um 1884

Die Gründung geht auf den Einsatz von Eduard Schwäger Freiherr von Hohenbruck, den Vizedirektor der k.u.k Landwirtschaftsgesellschaft Wien, zurück. Sie erfolgte am 12. April 1860 im Stift Klosterneuburg unter dem Namen Niedere Stiftsweinbauschule mit Unterstützung durch das Stift. Das Institut ist daher eine der weltweit ältesten Schulen dieser Art. Die Oberleitung führte Adam Schreck, der damalige Prälat des Chorherrenstifts Klosterneuburg. Als erster Direktor wurde August-Wilhelm Freiherr von Babo berufen. Ihm oblag die fachliche Leitung der „Obst- und Weinbauschule in Klosterneuburg“, wie sie spätestens seit seinem Amtsantritt offiziell genannt wurde. Auf seine Initiative wurde die Schule 1874 in eine staatliche Lehranstalt umgewandelt und die Weinbaufachschulen in Retz, Mistelbach, Krems und Gumpoldskirchen gegründet.
1863 ging die Lehranstalt durch Beschluss des niederösterreichischen Landtags an das Land Niederösterreich über und wurde in Niederösterreichische Landes-Obst- und Weinbauschule umbenannt. 1869 erfolgte die Gründung der ersten österreichischen Weinfachzeitschrift durch Babo. Im Jahr darauf wurde die selbstständige önochemische Versuchsstation gegründet, die durch Leonhard Roesler geleitet wurde. In den darauf folgenden Jahren waren die Bekämpfung der Reblaus und des Mehltaus die vorrangigen Ziele. So konnte Roesler am 15. Juni 1872 die Reblaus an einem Burgunderrebstock erstmals in Österreich nachweisen. Ironie des Schicksals ist, dass die Reblaus auf eben den amerikanischen Reben über Großbritannien nach Europa eingeschleppt wurde, die Direktor v. Babo 1868 zu Versuchszwecken – bei der Suche nach Lösungen im Kampf gegen den Mehltau – nach Österreich einführte. Dadurch waren die Anfeindungen gegen den Direktor der Obst- und Weinbauschule zeitweise so groß, dass er nur mit Gendarmeriebegleitung den Weg von seiner Wohnung zur Weinbauschule zurücklegen konnte.
Am 1. Oktober 1874 wurde die Anstalt auf Beschluss in eine Fachmittelschule mit dem Namen k.u.k. Oenologische und Pomologische Lehranstalt gewandelt und dem Ackerbauministerium unterstellt. Gleichzeitig wurde die Studiendauer von 2 auf 3 Jahre erhöht. Die aus Frankreich stammende Veredelung der Reben wurde 1885 weiterentwickelt. Im Jahr 1889 musste erstmals der Falsche Mehltau in den Versuchsanlagen der Schule nachgewiesen werden.
Emerich Ráthay übernahm nach dem Ausscheiden von Babo den Posten des Direktors der Anstalt ab 1893 zunächst provisorisch und ab 19. April 1894 auch offiziell.
Am 16. April 1902 erhielt die Anstalt neue Statuten, wurde neu organisiert und hieß fortan k.u.k. höhere Lehranstalt für Wein- und Obstbau. Die chemisch-physiologische Versuchsstation wurde aufgelassen und die Abteilung Weinchemie der Anstalt eingegliedert.
1925 wurde die Höhere Gartenbauschule der Gartenbaugesellschaft dem Institut angeschlossen. Außerdem kam es zu einer Zusammenfassung der Bundesrebenzuchtstation und der Hefezuchtstation mit den Laboratorien für Weinchemie und Botanik zu der Bundesversuchsstation für Wein-, Obst- und Gartenbau. Ab 1927 änderte sich dann auch der Name zu Höhere Bundeslehr- und Bundesversuchsstation für Wein-, Obst- und Gartenbau.
Im Jahr 1938 wurde Fritz Zweigelt zum Direktor ernannt. Viele Mitarbeiter wurden aus politischen Gründen frühzeitig pensioniert oder entlassen. Zum Ende des Zweiten Weltkriegs wurde im April 1945 das Institut als Volkssturmkaserne verwendet. In den letzten Kriegstagen erhielt die Anstaltsbibliothek einen Artillerietreffer und wurde fast vollständig vernichtet. Am 20. September konnte der im März eingestellte Unterricht wieder aufgenommen werden.
Die 1925 eingegliederte Höhere Gartenbauschule der Gartenbaugesellschaft wurde als Höhere Bundeslehr- und Versuchsanstalt für Gartenbau 1951 wieder ausgegliedert. Nach einer neuerlichen Umbenennung hieß das Institut nun Höhere Bundeslehr- und Versuchsanstalt für Gartenbau. Die Studiendauer wurde 1954 auf vier Jahre und 1967 auf fünf Jahre ausgedehnt.

LOGO der HBLA für Wein- und Obstbau Klosterneuburg

Am 1. Mai 1980 wurde die Bundeslehr- und Versuchsanstalt für Bienenkunde dem Institut angeschlossen. Analog änderte sich der Name zu Höhere Bundeslehr- und Versuchsanstalt für Wein- und Obstbau mit Institut für Bienenkunde. 1994 änderte sich der Name abermals zu Höhere Bundeslehranstalt und Bundesamt für Wein- und Obstbau mit Institut für Bienenkunde. Einher gingen zusätzliche Aufgaben wie Prüfung und Begutachtung von Pflanzen, Pflanzgut und Vermehrungsmaterial.
Schon im Jahr darauf wurde das Institut für Bienenkunde ausgegliedert. Die Schule nennt sich seither Höhere Bundeslehranstalt und Bundesamt für Wein- und Obstbau.
Seit 2004 wird die Austrian Wine Challenge Vienna durchgeführt.

## Direktoren der HBLA für Wein- und Obstbau
- 1860–1893: August Wilhelm Freiherr von Babo
- 1893–1900: Emerich Rathay
- 1900–1909: Leopold Weigert
- 1909–1922: Wenzel Seifert
- 1922–1927: Ludwig Linsbauer
- 1927–1938: Artur Bretschneider
- 1938–1945: Friedrich Zweigelt
- 1946–1953: Emil Planckh
- 1953–1962: Paul Steingruber
- 1962–1969: Heinrich Kronlechner
- 1969–1980: Franz Prillinger
- 1980–1988: Johann Haushofer
- 1988–1999: Josef Weiss
- 1999–2012: Karl Vogl
- seit 2013: Reinhard Eder